# 天主教拉福教区
天主教拉福教區（拉丁語：Dioecesis Rapotensis）是羅馬天主教在愛爾蘭的一個教區，座堂位於萊特肯尼，屬阿馬總教區。
教區成立於6世紀，聖尤南被奉為第一任主教。範圍包括多尼戈爾郡大部分地區。

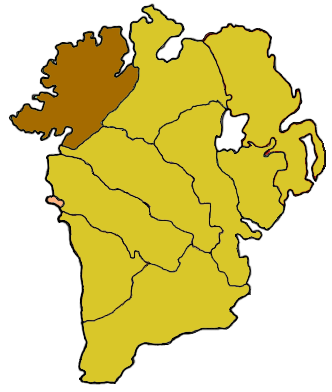
拉福教區管轄範圍圖

2010年有81,350名教友（佔轄區總人口90.2%）、卅三個堂區、七十四名司鐸。現任主教為斐理伯·博伊斯。